# Иллюминато, Филиппо
Филиппо Иллюминато (итал. Filippo Illuminato; 21 августа 1930, Неаполь, Италия — 28 сентября 1943, Неаполь, Италия) — итальянский мальчик, погибший в атаке на немецкие войска во время Четырех дней Неаполя.
Награждён посмертно высшей воинской наградой Италии — золотой медалью «За воинскую доблесть».

## Предыстория
3 сентября 1943 года Союзники и Королевство Италия подписали Кассибильское перемирие. Об этом стало известно 8 сентября, после чего нацистская Германия атаковала Италию, своего бывшего союзника по «оси». 13 сентября немецкий коммендант Неаполя полковник Вальтер Шёлль приказал горожанам сдать оружие, ввёл комендантский час, а также пригрозил жестоким возмездием за любое нападение. 26 сентября город поднял восстание («Четыре дня Неаполя»), которое завершилось 1 октября со входом в город союзных войск.
Филиппо Иллюминато происходил из бедной неаполитанской семьи. После окончания начальной школы он устроился в автомастерскую учеником механика.

## Во дни восстания
Во время восстания мальчик разносил людям еду, воду и боеприпасы. 28 сентября в одиночку атаковал броневик и был убит, успев метнуть две гранаты. Мотивировочная часть наградного листа гласит:
Тринадцатилетний боец восстания в Неаполе против немецкой оккупации, в одиночку и с величайшей смелостью, пока остальные искали укрытие, атаковал броневик, который намеревался въехать на Виа Рома со стороны площади Тренто и Триеста. Метнув ручную гранату, он продвинулся под вражеским огнем дальше, метнул вторую и упал, изрешечённый пулями. Такая высочайшая и благородная отвага ставит этого тринадцатилетнего мальчика в один ряд с героями нации, его следует с гордостью помнить Неаполю и всей Италии.
— Неаполь, площадь Тренто и Триеста, 28 сентября 1943 г.
Оригинальный текст (итал.)Combattente tredicenne nella insurrezione di Napoli contro l'invasione tedesca, solo e con sublime ardimento, mentre gli uomini fatti cercavano riparo, muoveva incontro ad un'autoblinda che dalla piazza Trieste e Trento stava per imboccare via Roma. Lanciata una prima bomba a mano, continuava ad avanzare sotto il fuoco nemico e lanciava ancora un'altra bomba prima di cadere crivellato di colpi. Suprema, nobile temerarietà che solleva il ragazzo tredicenne fra gli eroi della Patria e che viene additata con fierezza al ricordo di Napoli e dell’Italia tutta.
— Napoli, Piazza Trieste e Trento, 28 settembre 1943
Филиппо Иллюминато является одним из четырёх юных участников Сопротивления, награждённых после восстания посмертно высшей воинской наградой Италии. Его именем названа одна из улиц Неаполя (итал. Via Filippo Illuminato) и средняя школа в коммуне Муньяно-ди-Наполи (после слияния со школой имени Луиджо Чирини — итал. Scuola Secondaria „Illuminato-Cirino“).